# 安里積千代
安里積千代（1903年8月22日—1986年9月30日），律師、政治人物。出生於日本沖繩縣座間味村的日本政治家，曾擔任台南市會議員、美國治理琉球時期八重山群島政府知事、琉球政府立法院議員，以及日本眾議院議員。

## 早年生平
安里積勳長男。大正十年（1921年）畢業於沖繩縣立第一中學校，後任職鹿兒島地方專賣局那霸出張所。
昭和三年（1928年），畢業於日本大學文學部法科。在學中高等試驗司法科合格。大正十一年（1922年）3月至昭和三年（1928年）10月任職於大藏省專賣局中央研究院。昭和五年（1930年）6月至六年（1931年）1月於東京市律師開業。
昭和六年（1931年）2月，前往台灣。於臺南市律師開業。十年（1935年）10月參選市會議員選舉，當選臺南市會議員。十四年（1939年）市會議員選舉連任臺南市會議員。

## 戰後
- 1950年：美國民政府於琉球列島成立各群島政府，安里積千代參加八重山群島政府知事選舉，並擊敗原擔任八重山民政府知事的吉野高善成為新任知事。
- 1952年：美國民政府廢除群島政府改設置琉球政府，安里積千代參加立法院議員選舉並當選。
- 1955年：當選沖繩社會大眾黨委員長。
- 1970年：當選眾議院議員，後持續二任期，任期中加入民社黨。

1. ↑  《臺灣人士鑑》